# Challenge League
La Challenge League è la competizione cadetta del campionato svizzero di calcio, nonché il torneo più basso organizzato dalla Swiss Football League, la lega professionistica elvetica.
Dalla stagione 2012-2013 è composta da 10 squadre, le quali giocano un doppio girone di andata e ritorno, per un totale di 36 partite. La prima classificata è promossa in Super League, mentre l'ultima retrocede in Promotion League.

## Storia

### Serie B
Il primo campionato cadetto, noto come Serie B, fu inaugurato nel 1898, in parallelo con la prima edizione ufficiale della massima serie. La stagione 1900-01 fu la prima a prevedere un sistema di promozioni con la Serie A, sebbene negli anni successivi la competizione fu vinta dalle squadre riserve di Grasshoppers e Zurigo, che non furono promosse. Comunemente il primo posto non garantiva la promozione automatica, che richiedeva in aggiunta un'approvazione discrezionale da parte dell'ASF.

### Serie Promozione
Nel 1922 il campionato fu riformato nella Serie Promozione e diviso in tre gironi regionali, con ognuno di essi che era a sua volta diviso in due ulteriori gironi. Le vincenti dei gironcini giocavano una finale per decretare la squadra campione regionale che si sarebbe qualificata per la fase finale al fine di decretare le promozioni, anche se in più stagioni tutte e tre le partecipanti hanno ottenuto la promozione. 

### Seconda Lega
Nel 1930 una nuova riforma del campionato rinominò le prime due serie, rispettivamente in prima e seconda lega, che nell'anno successivo divenne prima lega, dal momento che il campionato di vertice era stato rinominato in lega nazionale. Dopo alcune stagioni di transizione nelle quali non era prevista alcuna promozione, il formato riprese con la divisione in gironi regionali: il campionato consisteva in due gironi regionali, eccezioni fatta per la stagione 1939-40, quando i gironi furono cinque.

### Lega nazionale B
In seguito alla seconda guerra mondiale la stagione 1944-1945 vide debuttare la Lega Nazionale B come parte del "progetto Wiederkehr", una più ampia riforma di tutto il calcio elvetico che mirava a creare una seconda divisione tra la Lega Nazionale e la Prima Lega. Il nuovo campionato vide al via 14 squadre, che negli anni furono aumentate a 16 (nel 1976 e di nuovo nel 1981) e poi a 24 (1986) divise in due gironi prima di essere gradualmente ridotte, fino a tornare 12 nel 1995.

### Challenge League
A partire dalla stagione 2003-2004 il campionato fu riformato nella Challenge League e il suo organico fu portato a 18 squadre. Il regolamento prevedeva che la prima classificata venisse promossa direttamente in Super League, mentre la seconda avrebbe disputato una gara di spareggio contro la squadra penultima classificata nel campionato superiore. Il 1º giugno 2007 fu decretato che a partire dalla stagione 2008-2009 le squadre partecipanti diminuissero da 18 a 16; nel 2007-2008 retrocedettero pertanto quattro compagini. Sempre nella stagione 2008-2009 il campionato fu commercialmente denominato Dosenbach Challenge League per motivi di sponsor.
A partire dalla stagione 2012-2013 il format cambia nuovamente: le squadre partecipanti scendono a 10 e il torneo ricalca la formula della massima serie. Questa modifica, approvata il 21 maggio 2011, ha imposto sei retrocessioni nella stagione 2011-2012. Era stata disposta anche l'eliminazione dello spareggio per la promozione, raggiungibile solo tramite la vittoria in campionato, ma dal 2019 lo si è riproposto.

### Denominazioni
- 1898-1922: Serie B
- 1922-1930: Serie Promozione
- 1930-1931: Seconda Lega
- 1931-1944: Prima Lega
- 1944-2003: Lega Nazionale B
- Dal 2003: Challenge League (con denominazione da sponsor: 2008-2009 Dosenbach Challenge League, 2013-2014 Brack.ch, 2021-2022 Dieci)

Logo dal 2003 al 2008 e dal 2009 al 2012
Logo dal 2012 al 2013
Logo dal 2013 al 2021

## Partecipanti 2024-2025
| Club                 | Città      | Stadio                         |
| -------------------- | ---------- | ------------------------------ |
| Aarau                | Aarau      | Stadion Brügglifeld            |
| Bellinzona           | Bellinzona | Stadio comunale                |
| Étoile Carouge       | Carouge    | Stade de la Fontenette         |
| Neuchâtel Xamax      | Neuchâtel  | La Maladière                   |
| Sciaffusa            | Sciaffusa  | LIPO Park                      |
| Stade Lausanne-Ouchy | Losanna    | Stade Olympique de la Pontaise |
| Stade Nyonnais       | Nyon       | Stade de Colovray              |
| Thun                 | Thun       | Stockhorn Arena                |
| Vaduz                | Vaduz      | Rheinpark Stadion              |
| Wil                  | Wil        | IGP Arena                      |

## Albo d'oro
- 1944-1945  Locarno
- 1945-1946  Basilea
- 1946-1947  Zurigo
- 1947-1948  Urania Ginevra
- 1948-1949  San Gallo
- 1949-1950  Cantonal Neuchâtel
- 1950-1951  Grasshoppers
- 1951-1952  Friburgo
- 1952-1953  Lucerna
- 1953-1954  Lugano
- 1954-1955  Urania Ginevra
- 1955-1956  Winterthur
- 1956-1957  Bienne
- 1957-1958  Zurigo
- 1958-1959  Winterthur
- 1959-1960  Friburgo
- 1960-1961  Lugano
- 1961-1962  Chiasso
- 1962-1963  Sciaffusa
- 1963-1964  Lugano
- 1964-1965  Urania Ginevra
- 1965-1966  Winterthur
- 1966-1967  Lucerna
- 1967-1968  Winterthur
- 1968-1969  Wettingen
- 1969-1970  Sion
- 1970-1971  San Gallo
- 1971-1972  Chiasso
- 1972-1973  Neuchâtel Xamax
- 1973-1974  Lucerna
- 1974-1975  Bienne
- 1975-1976  Bellinzona
- 1976-1977  Étoile Carouge
- 1977-1978  Nordstern
- 1978-1979  La Chaux-de-Fonds
- 1979-1980  Bellinzona
- 1980-1981  Vevey
- 1981-1982  Winterthur
- 1982-1983  La Chaux-de-Fonds
- 1983-1984  Winterthur
- 1984-1985  Grenchen
- 1985-1986  Locarno
- 1986-1987  Grenchen
- 1987-1988 nessun vincitore assoluto
- 1988-1989 nessun vincitore assoluto
- 1989-1990 nessun vincitore assoluto
- 1990-1991 nessun vincitore assoluto
- 1991-1992 nessun vincitore assoluto
- 1992-1993 nessun vincitore assoluto
- 1993-1994 nessun vincitore assoluto
- 1994-1995 nessun vincitore assoluto
- 1995-1996  Kriens
- 1996-1997  Étoile Carouge
- 1997-1998  Young Boys
- 1998-1999  Wil
- 1999-2000  Bellinzona
- 2000-2001  Young Boys
- 2001-2002  Wil
- 2002-2003  Vaduz
- 2003-2004  Sciaffusa
- 2004-2005  Yverdon
- 2005-2006  Lucerna
- 2006-2007  Neuchâtel Xamax
- 2007-2008  Vaduz
- 2008-2009  San Gallo
- 2009-2010  Thun
- 2010-2011  Losanna
- 2011-2012  San Gallo
- 2012-2013  Aarau
- 2013-2014  Vaduz
- 2014-2015  Lugano
- 2015-2016  Losanna
- 2016-2017  Zurigo
- 2017-2018  Neuchâtel Xamax
- 2018-2019  Servette
- 2019-2020  Losanna
- 2020-2021  Grasshoppers
- 2021-2022  Winterthur
- 2022-2023  Yverdon
- 2023-2024  Sion
- 2024-2025  Thun